# Панайотов, Панайот
Панайо́т Ми́тов Панайо́тов (болг. Панайот Митов Панайотов; 30 декабря 1930, София — 1996) — болгарский футболист, бронзовый призёр Олимпийских игр (1956). В составе софийского ЦСКА стал 11-кратным чемпионом страны, став одним из титулованных игроков в истории клуба. Заслуженный мастер спорта Болгарии (1963).

## Биография

### Клубная карьера
Панайотов на ранних этапах карьеры играл в «Спортисте» и «Червено Знамя», а в 1950 году перешёл в софийский ЦСКА. В составе «армейцев» играл 14 сезонов, выиграв с командой 11 чемпионских титулов и 4 Кубка Болгарии. В составе этой команды он завершил карьеру по окончании сезона 1963/64 в возрасте 33 лет.

### Карьера в сборной
В сборной Болгарии принимал участие на Олимпиаде 1952 года и Олимпиаде 1956 года, завоевав в 1956 году в составе сборной бронзовые медали. Спустя 6 лет, вошёл в состав сборной на чемпионате мира 1962 года, но на турнире не играл. Всего за сборную Болгарии сыграл 45 матчей, в которых забил 5 мячей.

### Смерть
Скончался в 1996 году в возрасте 65 лет; точная дата его смерти неизвестна.

## Достижения
ЦСКА (София)
- Чемпион Болгарии (11): 1951, 1952, 1954, 1955, 1956, 1957, 1958, 1958/1959, 1959/1960, 1960/1961, 1961/1962
- Обладатель Кубка Болгарии (2) : 1951, 1954, 1955, 1961
- Чемпион Спартакиады дружественных армий: 1958

 Болгария
- Бронзовый призёр Олимпийских игр (1) : 1956